# Olga Schiavo
Olga Schiavo (Salerno, 4 febbraio 1912 – Salerno, 19 ottobre 1991) è stata un'artista italiana.

## Biografia
Nacque a Salerno agli inizi del ‘900 da Vincenzo, industriale e Commendatore dell'Ordine della Corona d'Italia, e da Rachele Bevacqua, ultima di otto fratelli, fra i quali Armando, architetto e autore di pubblicazioni sui monumenti campani.
Ebbe una grande attività artistica e musicale e intrattenne carteggi con vari artisti degli anni Trenta, tra i quali uno con Elvira Martinez y Cabrera, conservato presso l'Archivio storico dei Musei Provinciali del Salernitano, in cui si parla sia di questioni personali che artistiche..
A quindici anni partecipò alla I Mostra fra artisti del Salernitano del 1927 con “Lo studio”; due anni dopo conseguì il diploma in pianoforte al Conservatorio di San Pietro a Majella di Napoli, grazie al quale divenne insegnante di musica presso l'Istituto Magistrale di Salerno; da allora sarà impegnata in manifestazioni concertistiche di rilievo.Caporedattrice della sezione salernitana de La Donna Italiana: rivista mensile di lettere, scienze, arti e movimento sociale femminile, i suoi maestri furono Pasquale Avallone e Antonietta Casella Beraglia. 
Nel 1932, come responsabile della sezione "Arte" del Circolo Donne Professioniste ed Artiste, organizzò la I Mostra Femminile d'Arte.
Nel 1933, alla II Mostra salernitana d'arte, espose tre opere e nel settembre dello stesso anno a Roma realizzò disegni di monumenti archeologici romani. Uno di questi quadri, che rappresenta l'Acquedotto Claudio di Roma, è a corredo iconografico del libro Acquedotti romani e medievali di Armando Schiavo. Fra il 1933 e il 1949 espose le sue opere, incentrate soprattutto sulla famiglia e sulla sua città, in mostre tenutesi a Roma, fra cui quella ai Mercati Traianei o al Circolo Romano, alla Mostra del Paesaggio a Firenze, alla III Fiera del Levante di Bari, alla Mostra d'Arte del Maschio angioino di Napoli,  alla Mostra d'Arte a Positano, con commenti positivi su varie testate (Il Mattino, Il Roma, Il Giornale d'Italia, La Revue Moderne illustrée des Arts et de la Vie).
Nel 1934 il critico d'arte Clément Morro in un articolo pubblicato sulla rivista francese "La Revue Moderne illustrée des Arts et de la Vie" dello stesso anno disse di lei:
(Clément Morro)
Nel 1938, a causa di problemi di salute, si defilò e abbandonò la pittura, ma le sue opere continuarono ad essere esposte in mostre e musei: nel 1948 alcuni suoi quadri furono esposti alla "Prima Annuale Nazionale d'Arte", un'occasione di confronto e di incontro fra artisti di diverse generazioni e di diversa provenienza culturale e geografica, da Carrà a de Chirico, da Pia Galise a Mario Carotenuto, da Isabella Greco a Olga Napoli, da Guttuso a Pasquale Avallone.
Si cimentò anche nel campo della figurazione ceramica, frequentando presso la Scuola di ceramica le lezioni del maestro Renato Rossi, insieme alle colleghe Anna Maglietta e Annunziata Panza.
Costituì una rassegna stampa sulla sua persona dal 1927 al 1949: una settantina di articoli, copie di cataloghi o fogli di sala delle varie esposizioni.
Nel 1990 la Schiavo donò per lascito testamentario dieci dipinti alla Pinacoteca provinciale di Salerno, dove erano già esposti in maniera permanente alcuni suoi dipinti, così come quelli appartenenti alla collezione d'arte del Palazzo antico della Camera di Commercio di Salerno, in un'area museale apposita,insieme ad altri artisti come Olga Napoli, Alfonso Gatto, Mario Carotenuto, Pasquale Avallone.
La mostra  "Luccichii: pittrici salernitane degli anni Trenta (1927-1941)" prende il suo nome da un quadro della Schiavo esposto permanentemente alla Pinacoteca Provinciale di Salerno; in tale esposizione erano presenti molte opere della Schiavo e l'intera mostra è stata segnalata nel programma nazionale delle Giornate di primavera del FAI del 2008.

## Caratteristiche artistiche
I temi principali della sua arte sono i ritratti dei familiari, i paesaggi, le nature morte e le atmosfere di interni, come nella tradizione della prima metà novecentesca di scuola napoletana. Nella sua tecnica si evidenzia la ricerca della luce e della profondità, sottolineata attraverso l'uso del bianco.
È una linea di ricerca pittorica, che partendo dal realismo, si flette in una vena lirica ed intimistica, comune alla visione della sua maestra Antonietta Casella Beraglia.
<<Temperamento sensibilissimo ed esuberante [...] ha nella pittura espressioni forti, decise in cui l'armonia delle linee è superata dalla sinfonia del colore>> si dice della sua arte ne Il Giornale della donna.
Per la produzione ceramica crea soprattutto mattonelle che riproducono opere classiche, in special modo riproduzioni quattrocentesche e cinquecentesche del Botticelli, del Giorgione e del Pollaiuolo, e rappresentazioni più vicini al gusto del 1700, come cineserie, scorci paesaggistici e motivi a grottesche.
Alla stessa scuola di pittura napoletana d'inizio Novecento in cui spicca Olga Schiavo, appartengono Elvira Martinez y Cabrera, Flaminia Bosco, Clemente Tafuri, Olga Napoli e Pia Galise, per citarne solo alcuni. I suoi dipinti hanno anche un valore documentale oltre che artistico, poiché restituiscono le immagini di un paesaggio andato perduto, come in "Meriggio", in cui è raffigurato lo scorcio di paesaggio marino visto nella luce tenue del pomeriggio, le montagne digradanti verso il mare e una piccola insenatura del porto o "Mattino d'Aprile" che raffigura la campagna bagnata di luce in un mattino di primavera.